# Michele Frangilli
Michele Frangilli (Gallarate, 1º maggio 1976) è un arciere italiano, vincitore della medaglia d'oro nella gara a squadre di tiro con l'arco ai Giochi olimpici di Londra del 2012.

## Biografia
Michele Frangilli nasce da Vittorio Frangilli e Paola Mignolli, entrambi appassionati di tiro con l'arco dal 1973. Debutta in gare ufficiali nel 1986, ed entra nelle squadre nazionali giovanili nel 1990. Da allora, veste ininterrottamente la maglia azzurra nella specialità dell'arco olimpico.
Nel 1994 vince il suo primo oro mondiale con la squadra Juniores, e nel 1996 partecipa ai Giochi olimpici di Atlanta conquistando il sesto posto individuale e la medaglia di bronzo a squadre stabilendo due record olimpici.
Nel 2000 partecipa ai Giochi olimpici di Sydney, arrivando al nono posto nella gara individuale e conquistando la medaglia d'argento ancora a squadre.
Nel 2003 vince i campionati del mondo targa a New York. Nel 2004 partecipa ai Giochi olimpici di Atene.
Nel 2011 ha vinto la seconda edizione della Coppa del Mondo Indoor. Ha anche vinto 7 volte il circuito dei Grand Prix Europei, di cui 5 consecutive, e detiene dal 2001 i record mondiali indoor sia da 18 che da 25 metri.
Oltre all'arco olimpico, Michele Frangilli tira occasionalmente anche con l'arco compound, con il quale è arrivato terzo ai Campionati italiani indoor 2006, anno in cui si è laureato contemporaneamente anche campione italiano nell'arco olimpico.
Nel 2003 ha conseguito il diploma di allenatore e nel 2005 ha pubblicato in collaborazione con suo padre e allenatore Vittorio Frangilli il libro L'arciere eretico.
Tesserato da sempre per la C.A.M. - Compagnia Arcieri Monica A.S.D. di Gallarate, dal giugno 2006 è stato arruolato in Aeronautica ed è anche tesserato per il Centro Sportivo dell'Aeronautica Militare Italiana.
Il 28 luglio 2012 vince la medaglia d'oro ai Giochi olimpici di Londra nella gara a squadre, battendo in finale gli Stati Uniti.
Nel 2014, utilizzando il suo pseudonimo "Gillo", registra un marchio per prodotti per il tiro con l'arco denominato "GILLO Gold Medal".
Nel 2015 ai Campionati Mondiali Targa a Copenaghen vince l'Argento a Squadre (con Nespoli e Pasqualucci) qualificando per la sesta volta consecutiva la Squadra italiana ai Giochi Olimpici. Nel 2016 è designato riserva per i giochi Olimpici di Rio.

## Palmarès
- Giochi olimpici

1996 - Atlanta: bronzo a squadre con Matteo Bisiani e Andrea Parenti.
2000 - Sydney: argento a squadre con Matteo Bisiani e Ilario Di Buò.
2012 - Londra: oro a squadre con Marco Galiazzo e Mauro Nespoli.
- World games

2001 - Akita: argento individuale
2005 - Duisburg: oro individuale
2009 - Kaohsiung: argento individuale
- Campionati mondiali targa Juniores

1993 - Moliet: argento a squadre.
1994 - Roncegno: oro a squadre.
- Campionati mondiali targa

1995 - Giacarta: argento a squadre.
1999 - Riom: oro a squadre.
2001 - Pechino: argento a squadre.
2003 - New York: oro individuale e bronzo a squadre.
2011 - Torino: bronzo a squadre.
2015 - Copenaghen: argento a squadre
- Campionati mondiali indoor

2001 - Firenze: oro individuale e bronzo a squadre.
2003 - Nîmes: argento individuale e oro a squadre.
2007 - Smirne: oro a squadre.
2009 - Rzeszów: argento a squadre.
- Campionati mondiali indoor IFAA

2003 - Zurigo: oro individuale.
- Campionati mondiali campagna

2000 - Cortina d'Ampezzo: oro individuale.
2002 - Canberra: oro individuale e bronzo a squadre.
2006 - Göteborg: oro individuale e bronzo a squadre.
2008 - Llwynypia: oro a squadre.
2010 - Visegard: bronzo a squadre.
- Campionati europei targa

2002 - Oulu: oro individuale.
2010 - Rovereto: argento individuale e a squadre.
2012 - Amsterdam: argento a squadre.
- Giochi del Mediterraneo

Mersina 2013: argento nell'individuale, bronzo a squadre.